# Momordica dissecta
Momordica dissecta är en gurkväxtart som beskrevs av John Gilbert Baker. Momordica dissecta ingår i släktet Momordica och familjen gurkväxter. Inga underarter finns listade i Catalogue of Life.